# Hiroki Katoh
 (juillet 2025).
Si vous disposez d'ouvrages ou d'articles de référence ou si vous connaissez des sites web de qualité traitant du thème abordé ici, merci de compléter l'article en donnant les références utiles à sa vérifiabilité et en les liant à la section « Notes et références ».
Pas d'image ? Cliquez ici
Hiroki Katoh (加藤 寛規, Katō Hiroki), né le 23 février 1968, est un pilote automobile japonais engagé en Super GT.

## Palmarès
- Vice-champion du Japon de Formule 3 en 1998
- 2e de FIA Sportscar en 2001 avec le Team Den Blå Avis
- Vainqueur des 12 Heures de Sepang en 2004
- 2e dans la catégorie GT300 de Super GT en 2006 et 2007 avec le Team Shiden

## Résultats aux 24 Heures du Mans
| Année | Voiture                | Équipe                        | Équipiers                                | Résultat   |
| ----- | ---------------------- | ----------------------------- | ---------------------------------------- | ---------- |
| 1999  | BMW V12 LM             | Team Goh / David Price Racing | Hiro Matsushita / Akihiko Nakaya         | Abandon    |
| 2000  | Panoz LMP-1 Roadster-S | Panoz Motor Sports            | Johnny O'Connell / Pierre-Henri Raphanel | 5e         |
| 2001  | Dome S101              | Team Den Blå Avis / Team Goh  | John Nielsen / Casper Elgaard            | Abandon    |
| 2002  | Audi R8                | Audi Sport Japan Team Goh     | Yannick Dalmas / Seiji Ara               | 7e         |
| 2004  | Dome S101              | Kondo Racing                  | Ryo Fukuda / Ryo Michigami               | Abandon    |
| 2008  | Courage LC70           | Terramos                      | Yojiro Terada / Kazuho Takahashi         | Non classé |